# 고성동중학교
고성동중학교(固城東中學校)는 대한민국 경상남도 고성군 거류면 당동리에 있는 공립 중학교이다.

## 학교 연혁
- 1946년 4월 1일 : 거류고등공민학교 설립
- 1954년 5월 31일 : 고성동중학교 설치인가 (3년제 3학급)
- 1986년 3월 1일 : 학급증설 (18학급)
- 2002년 5월 10일 : 신축교사 이전
- 2018년 3월 1일 : 학급 증설(5학급)
- 2022년 9월 1일 : 제29대 김재중 교장 취임
- 2023년 2월 3일 : 제69회 졸업식(졸업생 25명, 총 졸업생 수 9,681명)
- 2023년 3월 2일 : 2023학년도 신입생 17명 입학

## 참고 자료
- 고성동중학교 - 한국교육학술정보원 학교알리미